# Клясов (Петриковский район)
Клясов (бел. Клясаў) — деревня в Новосёлковском сельсовете Петриковского района Гомельской области Беларуси.
На юге, востоке и севере граничит с лесом.

## География

### Расположение
В 32 км на север от Петрикова, 7 км от железнодорожной станции Птичь (на линии Лунинец — Калинковичи), 164 км от Гомеля.

## Транспортная сеть
Транспортные связи по просёлочной, затем автомобильной дороге Новосёлки — Копаткевичи. Планировка состоит из прямолинейной широтной улицы, застроенной деревянными усадьбами.

## История
По письменным источникам известна с XIX века как селение в Комаровичской волости Мозырского уезда Минской губернии. В 1885 году действовала школа грамоты. Обозначена как застенок на карте 1866 года, которая использовалась Западной мелиоративной экспедицией, работавшей в этих местах в 1890-е годы. В 1929 году организован колхоз. 22 жителя погибли на фронте во время Великой Отечественной войны. Согласно переписи 1959 года в составе совхоза «Новосёлки» (центр — деревня Новосёлки).

## Население

### Численность
- 2004 год — 7 хозяйств, 24 жителя.

### Динамика
- 1908 год — 26 дворов, 163 жителя.
- 1917 год — 219 жителей.
- 1921 год — 46 дворов, 247 жителей.
- 1959 год — 140 жителей (согласно переписи).
- 2004 год — 7 хозяйств, 24 жителя.